# Азартні ігри в Румунії
Азартні ігри в Румунії вперше згадуються 1906 року, коли була створена Loteria Romana, національна лотерея країни. Після обрання демократичного уряду 1990-х роках гральна сфера знову стала законною.

## Історія
За часів режиму Ніколае Чаушеску, азартні ігри в Румунії було заборонено, але на початку 1990-х років заборону було скасовано. Перше сучасне казино було відкрито 1991 року.
2003 року уряд залучив іноземні інвестиції до румунської галузі грального бізнесу, зокрема на спортивні ставки. 2008 року, після вступу до ЄС, країна почала дотримуватись вимог Європейського суду щодо азартних ігор. Тоді онлайн-казино та інші типи азартних ігор в інтернеті технічно не були ні законними, ні незаконними, оскільки не існувало відповідного законодавства.
2010 року уряд Румунії прийняв акт, згідно якого азартні ігри в інтернеті ставали законними для компаній, які отримали відповідну урядову ліцензію. При цьому в країні не було жодного державного органу, який би видавав таку ліцензію. Як результат, багато іноземних онлайн-казино додали локалізацію румунською мовою, а уряд не блокував такі сайти. При цьому офіційно грати на закордонних сайтах було незаконно, але без регулювального органу жоден з цих сайтів не міг почати офіційну роботу в Румунії.
Мінімальний вік для ігор складає 18 років. Гравці при вході до казино зобов'язані надати посвідчення особи.

## Регулювання
У квітні 2013 року уряд створив регуляторний орган, що почав нагляд за азартними іграми в країні. Одразу після початку роботи, діяльність Національного бюро гральних ігор було оскаржено з боку ЄС з двох причин. По-перше, бюро вимагало від інтернет-казино наявності офісу та фізичного розміщення серверів у Румунії. По-друге, згідно схеми оподаткування онлайн-ігор, загальна сума ставок мала оподатковуватись. 2014 року закони змінили, з того часу податок нараховується лише на валовий дохід від ігор. Румунія поступово допрацьовує законодавство для азартних ігор.
Найпопулярнішими в Румунії є ставки на спорт, зокрема, на футбол. Окрім нього, ставки роблять на теніс, регбі та гімнастику. Румунія приймала деякі великі світові турніри з покеру, включаючи чемпіонат Румунії з покеру, який проводиться шороку в травні в Бухаресті. При цьому, уряд ЄС критикує Румунію за високий рівень корупції в сфері азартних ігор.
2015 року Румунія створила чорний список онлайн-казино, що не отримали відповідних ліцензій від держави. Сайти з цього списку блокуються на державному рівні. З жовтня 2015-го було заблоковано один з найбільших подібних сайтів — британський Bet365. У травні 2020-го в країні було заблоковано доступ до 41, а в липні — до 20 таких сайтів.